# Kemenesszentmárton
Kemenesszentmárton es un pueblo ubicado en el distrito de Celldömölk, en el condado de Vas, Hungría.

## Superficie
Posee una superficie de 4,290 kilómetros cuadrados.

## Demografía
Hasta 2019 la población era de 195 habitantes, con una densidad de población de 45,45 habitantes por kilómetro cuadrado.